# Heinz Schicks
Heinz Schicks (* 6. April 1934 in Berlin; † 12. November 2008 ebenda) war ein deutscher Politiker (CDU).
Heinz Schicks besuchte ein Gymnasium und machte bis 1953 eine Verwaltungslehre. Anschließend lernte er an der Verwaltungsschule Berlin und wurde 1955 Beamter. Er arbeitete zunächst im Bezirksamt Kreuzberg, wechselte aber im Januar 1975 zum Deutschen Caritasverband beim Erzbistum Berlin. Bereits 1963 trat Schicks der CDU bei. Bei der Berliner Wahl 1975 wurde er in das Abgeordnetenhaus von Berlin gewählt, dem er bis 1989 angehörte.
1994 wurde Schicks mit dem Bundesverdienstkreuz am Bande geehrt.